# Dzik (ciągnik jednoosiowy)

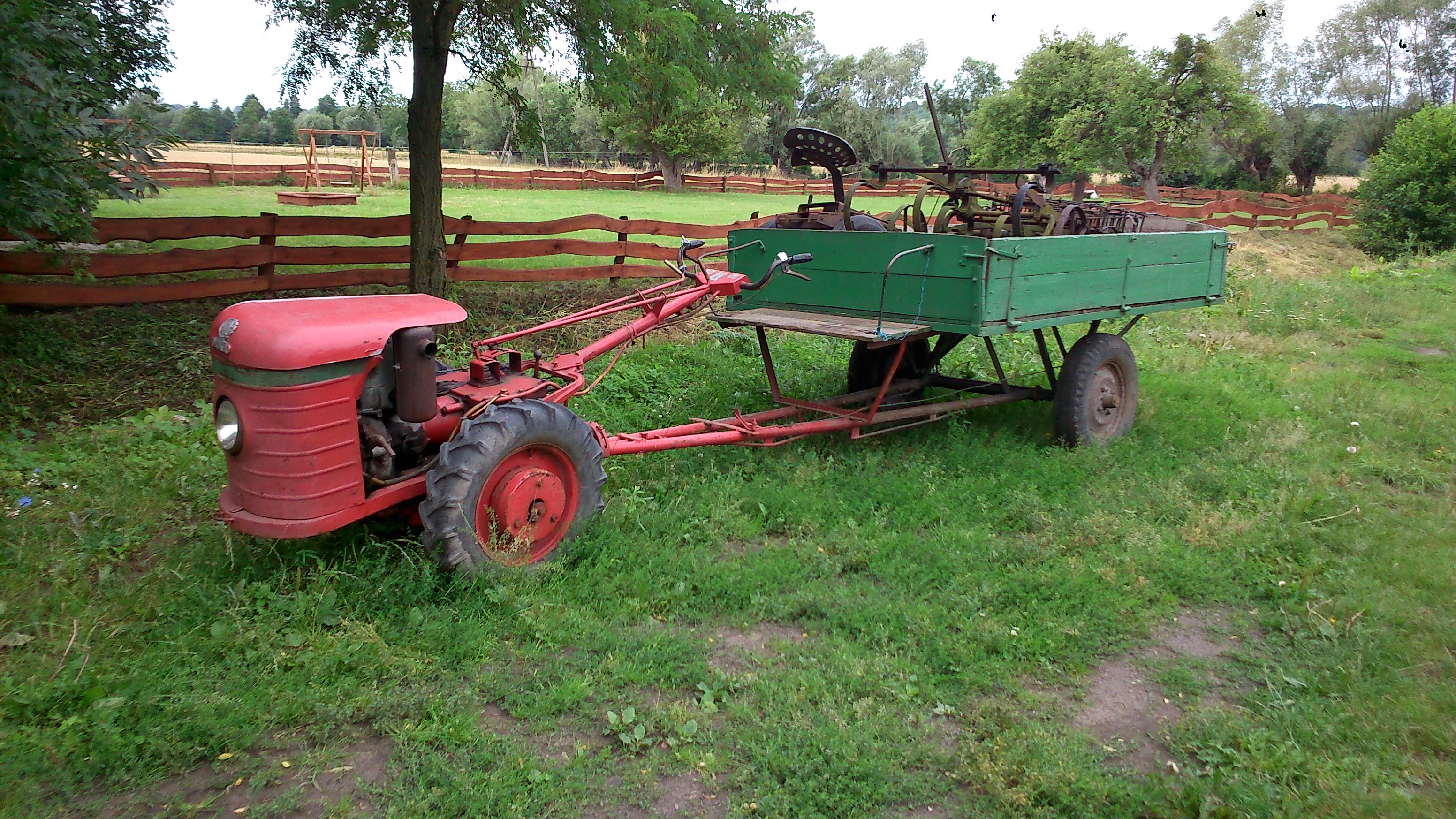
Dzik-2 z przyczepą

Dzik – jednoosiowy mikrociągnik małej mocy, przeznaczony do prac pomocniczych w rolnictwie, ogrodnictwie i leśnictwie.

## Historia
Projekt opracowano w roku 1957 – w oparciu o dwusuwowy silnik spalinowy z Wytwórni Sprzętu Mechanicznego „Polmo” w Bielsku-Białej typu S-82 – we Wrocławskim Biurze Konstrukcyjnym Przemysłu Maszynowego Leśnictwa. Autorami projektu byli: inż. Tomasz Pacyński i inż. Stanisław Goriaczko. Do września następnego roku wyprodukowano siedemnaście prototypowych egzemplarzy tego mikrociągnika, a w 1959 podjęto produkcję seryjną (według pierwotnych planów miało to być 800 egz.). W ciągu roku seryjnej produkcji wypuszczono na rynek ponad 300 szt. ciągników „Dzik 1", wyposażonych w silnik S-82 konstrukcji Fryderyka Bluemkego o mocy ok. 8 KM. Pojazd zasilany był paliwem w postaci mieszanki benzyny samochodowej i oleju silnikowego w stosunku 1:20. Jeszcze w tym samym roku wstrzymano produkcję tej wersji ciągnika i wkrótce opracowano wersję całkowicie zmodernizowaną, oznaczoną marką „Dzik-2” i wyposażoną w silnik S-261C (8,5 KM) Była to konstrukcja o prostszej i bardziej ekonomicznej budowie względem wcześniejszej. Weszła ona do produkcji w roku 1960. Na przełomie lat 60. i 70. wprowadzona została na rynek wersja ciągnika „Dzik-21”, wyposażona w silnik typu 160.03 o mocy 11 KM. Ciągniki produkowane były w Gorzowskich Zakładach Przemysłu Maszynowego Leśnictwa.
Około roku 1980 wyprodukowano ostatnią serię ciągników „Dzik-21”. Tym razem produkcją zajęła się Wytwórnia Urządzeń Komunalnych „WUKO” w Stąporkowie. Jednostkę napędową nadal stanowił silnik WSM typ 160. Zamiast oryginalnej, charakterystycznej maski z jednym centralnym reflektorem stosowanej w ciągniku „Dzik”, wykorzystano odpowiednio dopasowaną maskę stosowaną w ciągnikach „Ursus C-330”, wyposażoną w dwa boczne reflektory.
Udogodnieniem była możliwość wyposażenia pojazdu w specjalne przystosowane narzędzia, napędzane silnikiem tego mikrociągnika (w pierwotnej wersji 22 typy). Były to m.in.: pług obrotowy MPO-1, pług MPN-1, brona zębowa MBZ-3, brona talerzowa MBT-1,3, kultywator MKL-7, glebogryzarka MGG-70, siewnik zbożowy MKR-11b, wielorak MWR-2, opryskiwacz MOR-200, kosiarka boczna MBK-1,2, przetrząsaczo – zgrabiarka MZK-3, kopaczka do ziemniaków MRZ-1, wyorywacz do buraków MWB-1, przyczepa P-308 (do ciągnika Ursus C-308), PM5 (do ciągnika Dzik 21 WUKO) oraz T-800 (do ciągnika Dzik 2, Dzik 21) i wózek do maszyn MWZ-2.

## Charakterystyka techniczna
Jednocylindrowe silniki ciągnika „Dzik” miały pojemność 350 cm³, chłodzone były powietrzem i miały moc ok. 8 KM. Maksymalna prędkość pojazdu wynosiła ok. 14 km/h, a jego masa – 502 kg („Dzik 1" – 400 kg). Skrzynia biegów pojazdu miała trzy biegi do przodu plus bieg wsteczny, tylny i przedni (na specjalne żądanie) wałek odbioru mocy, uniwersalny zaczep narzędzi i możliwość ciągnięcia jednoosiowej przyczepki o ładowności 800 kg. Ciągnik kierowany był przy pomocy kierownicy teleskopowej typu motocyklowego, dzięki której kierowca siedzący na specjalnym siodełku (zamontowanym do przyczepki lub maszyny) mógł skręcać pojazdem skręcając całą osią, na której zainstalowany był silnik ciągnika. Ciągnik miał możliwość blokowana obu kół lub jednego (prawego albo lewego). Koła pojazdu miały rozstaw regulowany w zakresie 640–940 mm („Dzik 1" – 580–950 mm).
Silniki zdemontowane z „Dzików” często wykorzystywane były w gospodarstwach rolnych do napędu innych maszyn, dlatego niewiele z tych pojazdów zachowało się do czasów współczesnych w stanie nadającym się do użytku. Czasami spotyka się jeszcze przy pracy ciągniki: „Dzik 2", „Dzik 21" i „Dzik 21 WUKO”, a „Dzik 1" czasem ma status pojazdu zabytkowego.